# Morton Grove
Morton Grove – wieś w Stanach Zjednoczonych, w stanie Illinois, w hrabstwie Cook.